# Luis Plumacher
Luis Plumacher Rubio (Maracaibo, 17 de marzo de 1983) es un karateka venezolano, denominado bajo el título como campeón mundial. Ha sido ganador de la medalla de oro en el Campeonato de Karate en 2004, en kumite individual en la categoría masculina.

## Medallas
- 2004: Medalla de oro en kumite individual de los hombres menores de 65 kilos campeonato mundial de karate de 2004 en Monterrey, México.[1]

- 2006: Medalla de plata en kumite individual de los hombres menores de 65 kilos 2006 kilos campeonato mundial de karate en Tampere, Finlandia.[2]

Además campeón varias veces de distintas categorías en panamericanos y Nacionales.